# Anomis metaxantha
Anomis metaxantha är en fjärilsart som beskrevs av Walker 1857. Anomis metaxantha ingår i släktet Anomis och familjen nattflyn. Inga underarter finns listade i Catalogue of Life.